# Semiš strojenje
Semiš strojenje ali mastno strojanje.
Tako strojijo kože srnjadi in drobnice za oblačilno usnje. Po močnem luženju odstranijo dlako, da olajšajo pronicanje ribjega olja v kožo. Kože strojijo v stopah, kjer jih gnetejo 2 -3 ure v ribjem olju, nato pa pustijo nekaj dni na kupu, da se olje vleže, nakar postopek večkrat ponovijo, dokler usnje ni ustrojeno.
Drug način mastnega strojenja pa je s pomočjo valjev, s katerim uvaljajo olje v golico, nakar kože na zraku napno, dase posušijo in nato postopek večkrat ponovljajo. Ko je usnje ustrojeno, odstranijo preostalo maščobo, ki je oksidirala. Tako pridobljena maščoba se imenuje » degras » in je odlična »mast« za nego usnja.
Semiš strojeno usnje je zelo elastično, mehko in žilavo.